# موريل غراي
موريل غراي (بالإنجليزية: Muriel Gray)‏‏ (30 أغسطس 1958 - ) صحفية، وروائية من المملكة المتحدة.

## الجوائز
- زمالة الجمعية الملكية لإدنبرة[7]